# Pál Rózsa
Pál Rózsa (* 14. März 1946 in Szombathely) ist ein ungarischer Komponist.

## Leben und Werk
Pál Rózsa schloss 1970 ein Studium als Chemie-Ingenieur an der Universität Moskau ab. Danach hatte er verschiedene Stellungen in der Industrie, dem Außenhandel und im Nationalen Planungsbüro inne. Anschließend arbeitete er als Lektor für den Verlag Editio Musica Budapest und wirkt seit 1986 als freischaffender Komponist. Als Kind hatte er das Violinspiel erlernt und als Erwachsener privaten Kompositionsunterricht bei Sándor Szokolay und Zsolt Durkó genommen, beide Professoren an der Franz-Liszt-Musikakademie Budapest. Seit 1984 ist Rózsa Mitglied der Ungarischen Komponistenunion, seit 1990 Mitglied der Ungarischen Musikgesellschaft.
Rózsas umfangreiches kompositorisches Schaffen deckt nahezu alle Besetzungen ab, von der solistischen bis hin zur großen Orchesterbesetzung, der Oper und dem Oratorium. Mehrere seiner Werke, die oft im Auftrag entstehen, gewannen nationale und internationale Auszeichnungen. Einige Kompositionen wurden für das Label Hungaroton eingespielt.